# Resolución 65 del Consejo de Seguridad de las Naciones Unidas
La Resolución 65 del Consejo de Seguridad de las Naciones Unidas, adoptada el 28 de diciembre de 1948, solicitó que los representantes consulares en Batavia a los que se refiere la Resolución 30 del Consejo de Seguridad de las Naciones Unidas enviaran un informe completo sobre la situación en la República de Indonesia, que abarcara la observancia de las órdenes de alto el fuego y las condiciones imperantes en las zonas bajo ocupación militar o de las que se pueden retirar las fuerzas armadas actualmente en ocupación.
La resolución fue aprobada con nueve votos a favor y ninguno en contra; la RSS de Ucrania y la Unión Soviética se abstuvieron.